# Vamps
VAMPS é uma banda de rock japonesa formada por Hyde (vocalista do L'Arc~en~Ciel) e K.A.Z (guitarrista do Oblivion Dust) com a gravadora Vamprose. A banda é a continuação do projeto solo de HYDE, que já trabalhava há vários anos com K.A.Z. como compositor.

## Carreira

### 2008–2011
Vamps foi formado por Hyde (L'Arc-en-Ciel) e K.A.Z (Oblivion Dust) em 2008. Os dois estavam trabalhando juntos no projeto solo de Hyde desde 2003. Após anos de colaboração, os dois finalmente decidiram formar sua própria banda. Seu primeiro lançamento foi o single "Love Addict", lançado em 2 de julho de 2008.
Sua primeira turnê nacional, Vamps Live 2008, começou no Zepp Tokyo. A banda, tendo lançado apenas um single, tocou principalmente músicas da carreira solo de Hyde. Entre 1 de agosto e 28 de outubro, eles fizeram ao todo 46 shows nas casas de Zepp em todo o Japão. A banda fez de 6 a 10 shows em cada local e todos os shows foram esgotados. O segundo single de Vamps, "I Gotta Kick Start Now", foi lançado em 13 de março de 2009, e foi seguido por "Evanescent" em 13 de maio.

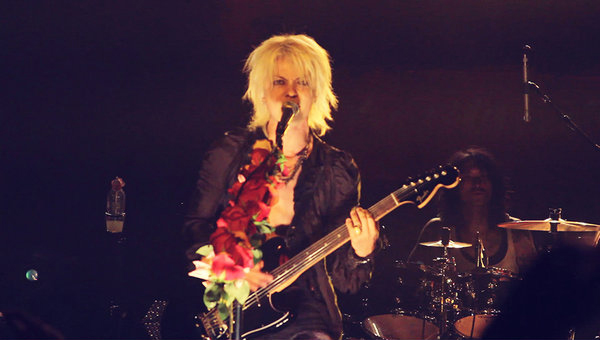
Hyde se apresentando com Vamps em Nova York, 9 de outubro de 2010

Em julho de 2009, Vamps embarcou em sua turnê chamada Vamps Live 2009 nos EUA. A turnê passou em 10 cidades nos Estados Unidos de 11 de julho a 1 de agosto, as quais: Nova York, dois shows da Warped Tour 2009 (Hartford e Columbia), Baltimore, Seattle, Portland, São Francisco, Las Vegas, San Diego e terminou em Los Angeles. Um show extra aconteceu em Pearl Harbor, Oahu, Havaí a bordo do navio de guerra USS Missouri em 19 de setembro. Em 10 de junho de 2009, eles lançaram seu álbum de estreia autointitulado, Vamps, seguido por seu quarto single "Sweet Dreams" em 30 de setembro.
Em 31 de janeiro de 2010, a banda recebeu o prêmio Billboard Japan Music Awards Rising International Artist por seus esforços e sucesso em sua turnê nos Estados Unidos. Depois de lançar o DVD de sua turnê pelos Estados Unidos em 17 de março, eles lançaram o single "Devil Side" em 12 de maio. Seu sexto single "Angel Trip" foi lançado em 9 de junho, seguido por seu segundo álbum de estúdio, Beast, em 28 de julho de 2010. A banda realizou um show gratuito em Roppongi Hills em 30 de julho, que também foi transmitido ao vivo gratuitamente em vários sites.
Vamps embarcou em sua primeira turnê mundial no outono de 2010 e fez shows em Taiwan, Estados Unidos, Espanha, França, China e Chile. Seu sétimo single "Memories" foi lançado em 15 de dezembro de 2010 e contém o lado B "Get Up -Japanese Ver.-", que é uma versão alternativa de "Get Up" traduzindo algumas das letras em inglês para o japonês. Esta gravação da música foi usada no anime Bakuman, que apresenta uma versão ficcional de Hyde dublado pelo próprio cantor. Em 13 de julho de 2011, Vamps lançou seu quarto DVD ao vivo, Vamps Live 2010 World Tour Chile, que foi gravado em Santiago em 6 de novembro de 2010 no Teatro Caupólican.

### 2013–2017

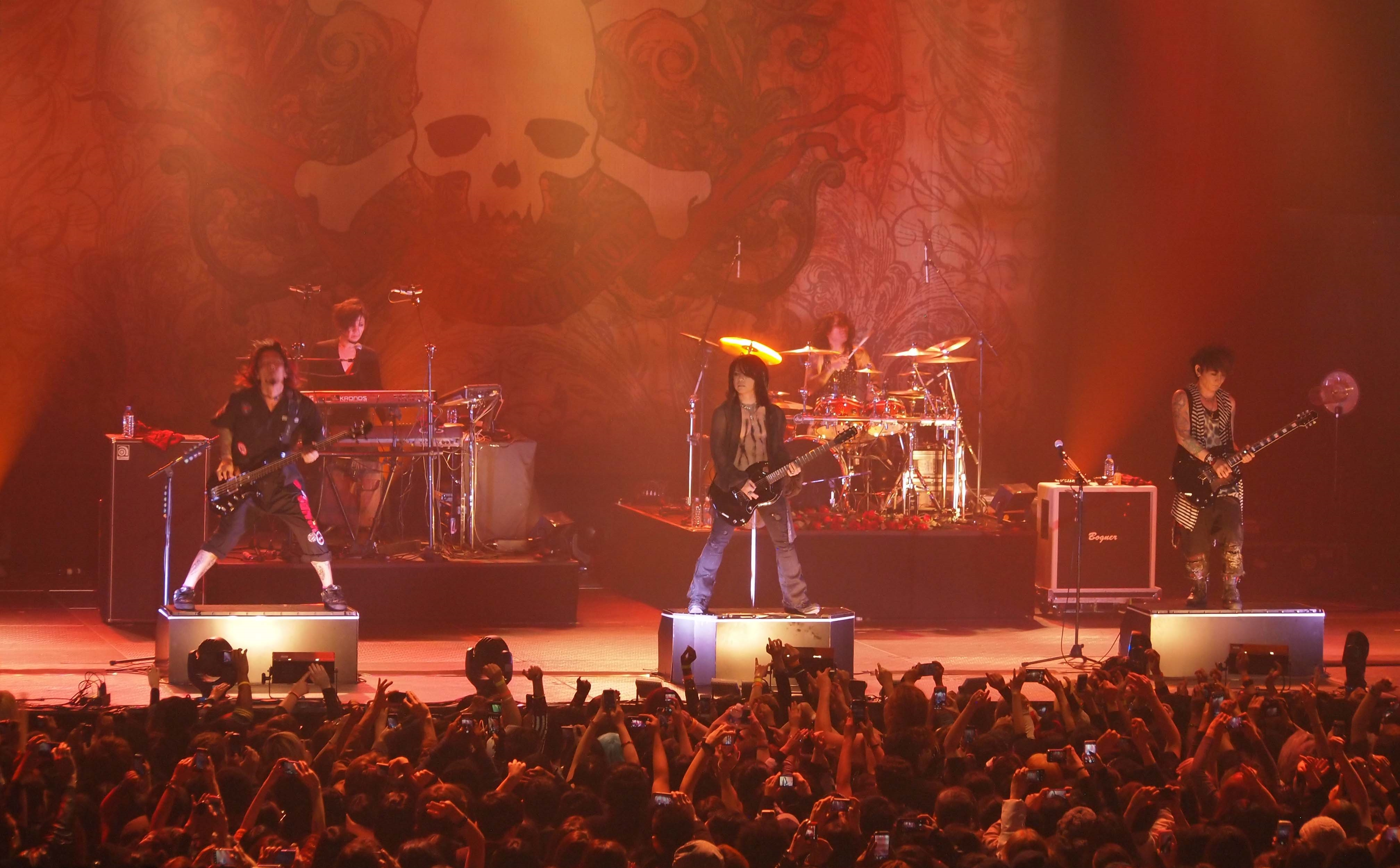
Vamps no Roseland Ballroom em 8 de dezembro de 2013.

Em fevereiro de 2013, o Vamps anunciou que estava mudando para a gravadora Delicious Deli Records da Universal Music Group. O primeiro lançamento na gravadora foi o DVD ao vivo Vamps Live 2012 em 24 de abril, que foi gravado no Zepp Namba. Gravando em Los Angeles, se apresentaram no MTV Video Music Awards Japan 2013 no dia 22 de junho, vindo direto do aeroporto. Apresentaram pela primeira o single duplo "Ahead/Replay", lançado em 3 de julho. A dupla lançou o álbum de grandes êxitos Sex Blood Rock n 'Roll no dia 25 de setembro, que inclui regravações das canções mais bem sucedidas, todas em inglês, sendo também seu primeiro lançamento mundial. Eles promoveram seu novo disco com uma turnê mundial que os levou a Barcelona, Paris, Berlim, Londres e terminou com shows em Los Angeles e Nova York, onde tiveram o apoio de Sid Wilson do Slipknot.
O Vamps foi a atração principal do evento U-Express Live 2014 no Saitama Super Arena em 1 de março, fez seu segundo show em Londres em 28 de março e também se apresentou no Download Festival daquele ano em 14 de junho. Após o lançamento dos dois singles "Get Away/The Jolly Roger" e "Vampire's Love" em 20 de agosto e 8 de outubro, respectivamente, a banda lançou seu terceiro álbum de estúdio intitulado Bloodsuckers em 29 de outubro de 2014. Foi lançado na Europa em 23 de março de 2015 e nos EUA um dia depois.
Vamps sediou o VampPark Fest no Nippon Budokan em 18 e 19 de fevereiro de 2015. O festival incluiu artistas como Sixx: AM, Buckcherry, Sads, Nothing More, Gerard Way e Alexandros. A banda participou do evento Japan Night em Jacarta no dia 4 de abril, ao lado de vários outros artistas promovendo a música japonesa. Começando em 8 de abril, eles apoiaram a turnê norte-americana do Sixx: AM com doze apresentações. Eles também se apresentaram em dois festivais na Flórida; o Fort Rock Festival em 25 de abril e Welcome to Rockville no dia seguinte, foram a atração principal no Best Buy Theatre em 1 de maio e no Rock on the Range festival em 15 de maio. O Vamps retornou à América do Sul para quatro shows no final de setembro e início de outubro, antes de apoiar seis shows da turnê do Apocalyptica no Reino Unido em novembro. Lançaram um single colaborativo com o Apocalyptica intitulado "Sin in Justice" em 20 de novembro.
O single "Inside of Me" com a participação de Chris Motionless e produção de Howard Benson foi lançado em 31 de agosto de 2016. A canção de lado B, "Rise or Die", apresenta Richard Z. Kruspe. O videoclipe de "Calling" foi lançado via Loudwire em abril de 2017. Essas três faixas e "Sin in Justice" foram incluídas no álbum 'Underworld, lançado em 26 de abril de 2017. Projetado para atrair o público ocidental, ele marca a primeira vez que Vamps trouxe um produtor e co-escritores para as músicas. Em setembro, fizeram três shows de abertura para o Danzig no oeste dos Estados Unidos e fizeram seu próprio show no Roxie Theatre.
Em 1 de dezembro de 2017, os Vamps anunciaram que estavam temporariamente parando as atividades; “Nossos motores superaqueceram e precisamos de algum tempo para esfriar. Assim que estivermos em nossa melhor temperatura e for o momento certo para nosso retorno, planejamos voltar à ação em alta velocidade!"

## Membros
- Hyde – vocal, guitarra
- K.A.Z – guitarra

### Membros de suporte
- Ju-ken - baixo
- Arimatsu - bateria
- Jin - teclado

## Discografia

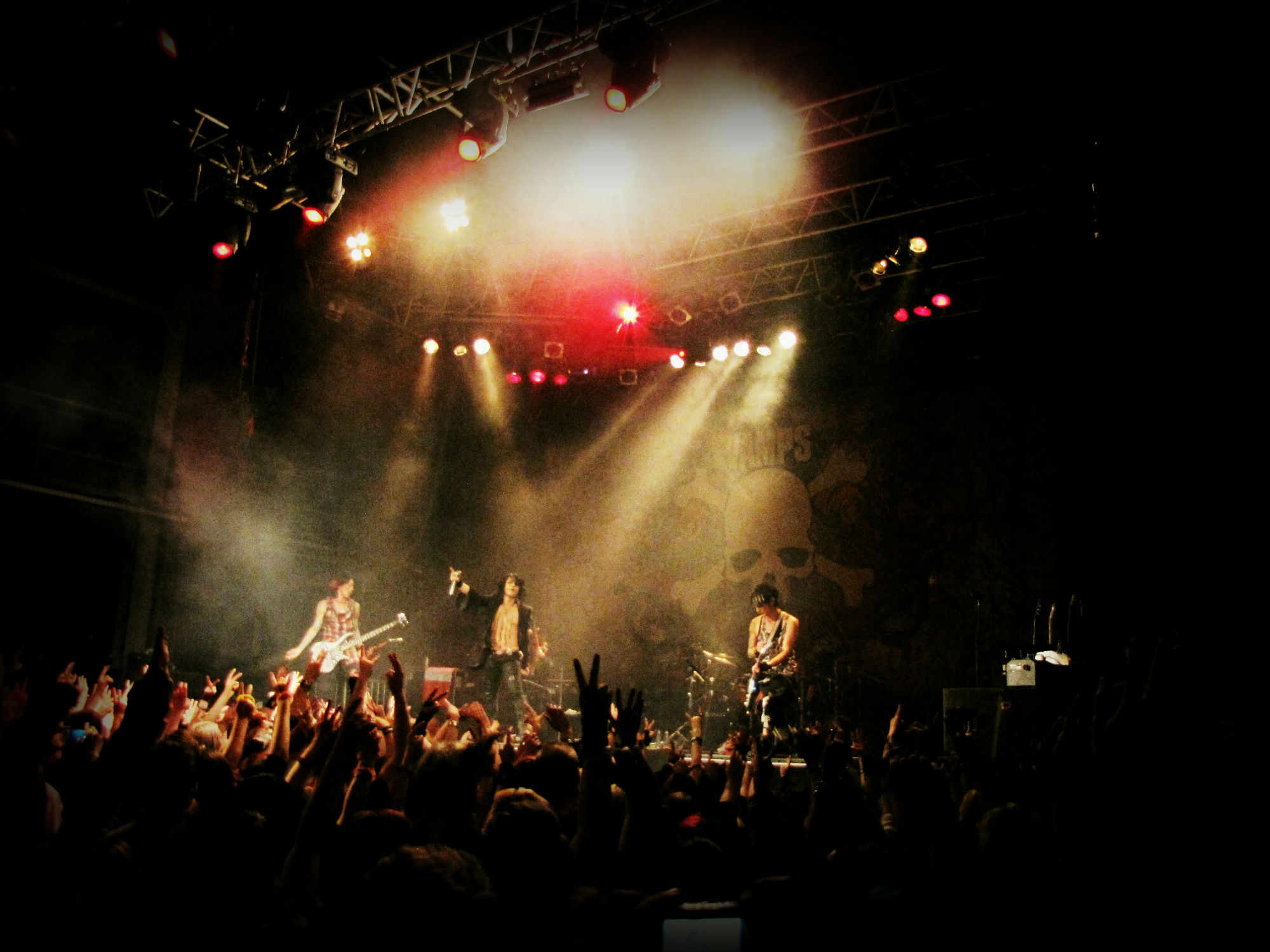
Vamps se apresentando em Berlim em 3 de outubro de 2013.

### Álbuns de estúdio
| Título       | Lançamento            | Posição na Oricon |
| ------------ | --------------------- | ----------------- |
| Vamps        | 10 de junho de 2009   | 3                 |
| Beast        | 28 de julho de 2010   | 3                 |
| Bloodsuckers | 29 de outubro de 2014 | 5                 |
| Underworld   | 26 de abril de 2017   | 2                 |

### Singles
|     | Título                   | Lançamento             |
| --- | ------------------------ | ---------------------- |
| 1.º | Love Addict              | 2 de julho de 2008     |
| 2.º | [[I Gotta Kick Start Now | 13 de março de 2009    |
| 3.º | Evanescent               | 13 de maio de 2009     |
| 4.º | Sweet Dreams             | 30 de setembro de 2009 |
| 5.º | Devil Side               | 12 de maio de 2010     |
| 6.º | Angel Trip               | 9 de junho de 2010     |
| 7.º | Memories                 | 15 de dezembro de 2010 |
| 8.º | Ahead/Replay             | 3 de julho de 2013     |

### DVDs
|     | Título                                     | Lançamento              |
| --- | ------------------------------------------ | ----------------------- |
| 1.º | VAMPS LIVE 2008                            | 4 de fevereiro de 2009  |
| 2.º | VAMPS LIVE 2009 U.S.A.                     | 17 de março de 2010     |
| 3.º | VAMPS LIVE 2009                            | 12 de maio de 2010      |
| 4.º | VAMPS LIVE 2010 WORLD TOUR CHILE           | 13 de julho de 2011     |
| 5.° | VAMPS LIVE 2010 BEAUTY AND THE BEAST ARENA | 15 de fevereiro de 2012 |
| 6.° | VAMPS LIVE 2012                            | 24 de abril de 2013     |